# Gothic 3: The Beginning
Gothic 3: The Beginning este un joc video de rol (RPG) pentru telefoane mobile, produs de către compania germană, Handy-Games, și distribuit de către JoWood.

## Intriga
Acțiunea are loc 140 de ani înainte de evenimentele din primul joc Gothic, pe insula Khorinis. Xardas (un personaj principal din serial originală Gothic, pentru PC), un orfan crescut de fermieri, este vizitat într-o noapte de fantoma lui Buthomar. Fantoma îi spune tânărului Xardas despre pericolele ce pândesc insula, și-l trimite în căutarea „celorlalți patru Aleși”. Iar după ce termini jocul poți continua să lupți mai departe, poți atinge lvl 30.

## Aprecieri critice

### Premii
Gothic 3: The Beginning a primit un total de șapte premii. I-a fost acordat premiul Airgamer Award, de către airgamer.de, iar handy-player.de i-a acordat Handy-Player Award. Pocketgamer.co.uk a acordat jocului premiul Bronze Award. Alte premii includ play2go oferit de play2go, Silver Award oferit de Mobile Games Faqs, premiul 90% oferit de către looki.de, și Next Award al lui projectnext.de.

### Articole
| Reviewer            | Rating       | Available Languages                                      |
| ------------------- | ------------ | -------------------------------------------------------- |
| Projectnext.de      | 91 (din 100) | Engleză Arhivat în 19 ianuarie 2008, la Wayback Machine. |
| Handy-player.de     | 89%          | Germană                                                  |
| Pocketgamer.co.uk   | 7 (din 10)   | Engleză                                                  |
| Mobilegamefaqs.com  | 77 (din 100) | Engleză                                                  |
| play2go.de          | 89%          | Germană                                                  |
| airgamer.de         | 87%          | Germană Arhivat în 23 ianuarie 2008, la Wayback Machine. |
| Gaminator.pl        | 9 (din 10)   | Poloneză                                                 |
| looki.de            | 90%          | Germană Arhivat în 6 ianuarie 2013, la Archive.is        |
| Mobilegamer.net     | 8 (din 10)   | Cehă Arhivat în 8 februarie 2008, la Wayback Machine.    |
| Areamobile.de       | 70%          | Germană                                                  |
| jeuxpo.com          | 8 (din 10)   | Franceză                                                 |
| mobile.gamingxp.com | 5 (din 6)    | Germană[nefuncțională]                                   |